# Nilosyrtis Mensae
Le Nilosyrtis Mensae sono una struttura geologica della superficie di Marte.